# Championnats du monde de char à voile 2008
Navigation
2006 2010
Les 11e championnats du monde de char à voile 2008, organisés par le pays hôte sous l'égide de la fédération internationale du char à voile, se sont déroulés, du 10 au 16 février 2008, à Rada Tilly en Argentine,.

## Podiums
| Épreuve         | Or             | Argent           | Bronze              |
| --------------- | -------------- | ---------------- | ------------------- |
| Classe Standart | Ronan Simoneau | Waldemar Konopka | François Garnavault |
| Classe 2        | Bruno Guilbert | Dennis Bassano   | Henri Demuysere     |
| Classe 3        | Egon Plovier   | Gauthier Cazier  | François Grard      |
| Classe 5        | Tim Spiers     | Henri Durez      | Gérémy Devin        |

| Épreuve         | Or            | Argent           | Bronze          |
| --------------- | ------------- | ---------------- | --------------- |
| Classe Standart | Ch. Kranz     |                  |                 |
| Classe 3        | Hélène Cazier | Michaela Schultz |                 |
| Classe 5        | Olivia Lys    |                  |                 |
| Classe 5 Promo  | Hélène Dodier | Marjorie Bernier | Joanna Abu-Aita |

## lMeTableau des médailles par nation
| Rang | Nation      | Or | Argent | Bronze | Total |
| ---- | ----------- | -- | ------ | ------ | ----- |
| 1    | France      | 2  | 2      | 3      | 7     |
| 2    | Belgique    | 1  | -      | 1      | 2     |
| 2    | Royaume-Uni | 1  | -      | -      | 1     |
| 4    | Danemark    | -  | 1      | -      | 1     |
| 5    | États-Unis  | -  | 1      | -      | 1     |

| Rang | Nation    | Or | Argent | Bronze | Total |
| ---- | --------- | -- | ------ | ------ | ----- |
| 1    | France    | 3  | 1      | 1      | 5     |
| 2    | Danemark  | 1  | -      | -      | 1     |
| 3    | Allemagne | -  | 1      | -      | 1     |